# Неравенство на Йенсен
Необходимо и дотатъчно условие една функция {\displaystyle f(x):\mathbb {R} \rightarrow \mathbb {R} } да е изпъкнала в интервала {\displaystyle I} е за всеки набор от {\displaystyle n} числа {\displaystyle x_{1},x_{2},\dots ,x_{n}\in I} да е изпълнено за някакви {\displaystyle a_{1},a_{2},\dots ,a_{n}>0} със сума {\displaystyle a_{1}+a_{2}+\cdots +a_{n}=1}, че
{\displaystyle a_{1}f(x_{1})+a_{2}f(x_{2})+\cdots +a_{n}f(x_{n})\geq f\left(a_{1}x_{1}+a_{2}x_{2}+\cdots +a_{n}x_{n}\right)}
Доказателство: При {\displaystyle n=2} получаваме критерия за изпъкналост по дефиниция.
Ако твърденито е вярно за {\displaystyle n-1} тогава {\displaystyle a_{1}+a_{2}+\cdots +a_{n-1}=1}. Нека {\displaystyle a_{n-1}=a_{n-1}'+a_{n}'}.
Следователно последователно получаваме:
{\displaystyle a_{1}f(x_{1})+\cdots +a_{n-1}'f(x_{n})+a_{n}'f(x_{n-1})\geq a_{1}f(x_{1})+\cdots +(a_{n-1}'+a_{n}')f\left({\frac {a_{n-1}'x_{n-1}+a_{n}'x_{n}}{a_{n-1}'+a_{n}'}}\right)=}
{\displaystyle =a_{1}f(x_{1})+a_{2}f(x_{2})+\cdots +a_{n-1}f\left({\frac {a_{n-1}'x_{n-1}+a_{n}'x_{n}}{a_{n-1}}}\right)\geq f\left(a_{1}x_{1}+a_{2}x_{2}+\cdots +a_{n-1}{\frac {a_{n-1}'x_{n-1}+a_{n}'x_{n}}{a_{n-1}}}\right)=}
{\displaystyle =f\left(a_{1}x_{1}+a_{2}x_{2}+\cdots +a_{n-1}'x_{n-1}+a_{n}'x_{n}\right)}
Следователно неравенството следва по индукция.
Алтернативно доказателство може да се извърши и като използваме тегловата форма на неравенството на Карамата.